# Người đi bộ

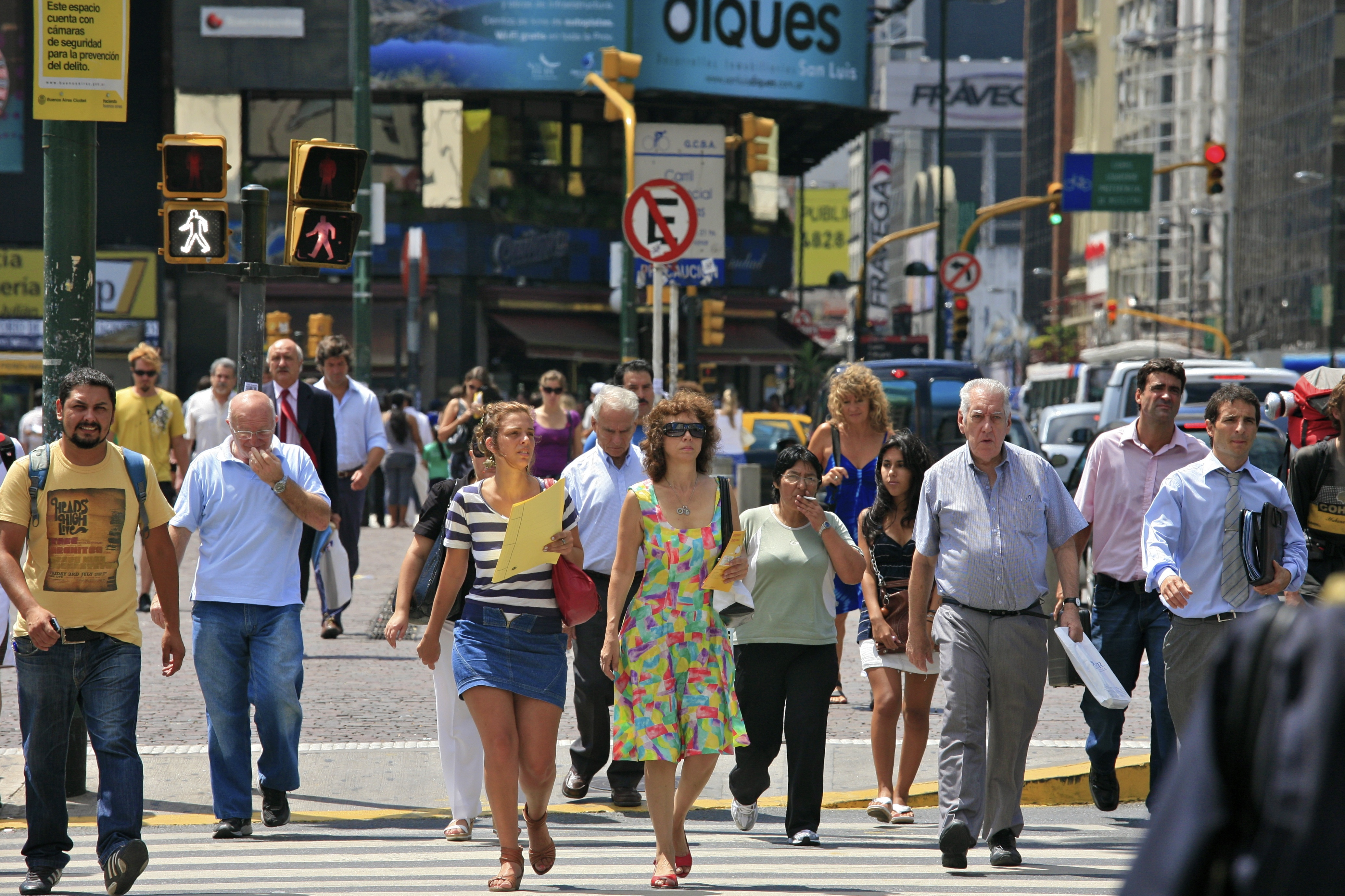
Người đi bộ trên vạch dành cho người đi bộ ở Buenos Aires

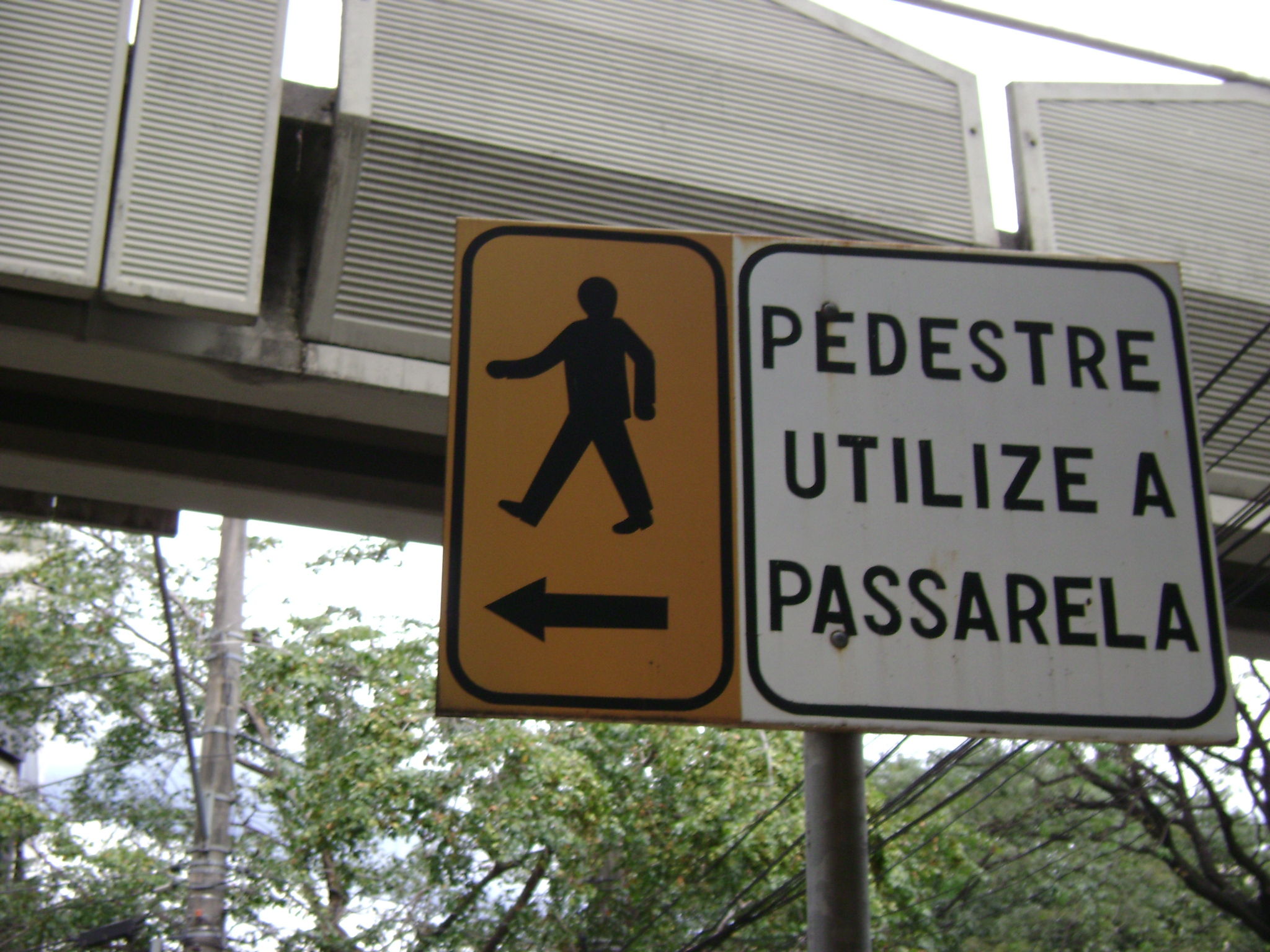
Biển chỉ dẫn ở Belo Horizonte, Brazil, chỉ dẫn người đi bộ đi qua cầu bắc qua để qua đường an toàn.

Người đi bộ là những người di chuyển bằng cách sử dụng chân để đi bộ hoặc chạy. Trong thời đại hiện đại, thuật ngữ này thường được sử dụng để chỉ những người đi bộ trên đường hoặc lề đường, tuy nhiên điều này không phải luôn đúng trong quá khứ.

## Nguyên gốc
Ý nghĩa của từ "người đi bộ" được hiểu thông qua việc ghép các thành phần từ ped- (chân) và -ian (đặc trưng của). Từ này bắt nguồn từ thuật ngữ Latin pedester (đi bằng chân) và được sử dụng lần đầu tiên (trong tiếng Anh) vào thế kỷ 18. Ban đầu, từ này được sử dụng và vẫn có thể được sử dụng ngày nay như một tính từ để chỉ điều đơn giản hoặc tầm thường. Tuy nhiên, trong bài viết này, từ này được sử dụng dưới dạng danh từ để chỉ người đi bộ.
Có thể từ "người đi bộ" đã được sử dụng trong tiếng Pháp thời Trung đại trong tác phẩm Recueil des Croniques et Anchiennes Istories de la Grant Bretaigne.

## Lịch sử
Đi bộ luôn là phương tiện di chuyển chính của con người. Người đầu tiên di cư từ Châu Phi, khoảng 60.000 năm trước, đã sử dụng đi bộ làm phương tiện di chuyển. Họ đã đi bộ dọc theo bờ biển Ấn Độ để đến Australia và qua châu Á để đến châu Mỹ, từ Trung Á vào châu Âu.
Với sự xuất hiện của ô tô vào đầu thế kỷ 20, ô tô đã chiếm ưu thế và trở thành lựa chọn hàng ngày cho nhiều người. Tuy nhiên, vẫn có nhiều nhóm và phong trào tiếp tục tán thành đi bộ như là phương tiện di chuyển hàng ngày ưa thích của họ. Một số tổ chức và nhóm cũng đã cố gắng đưa ra quan điểm của mình và thúc đẩy sự cân bằng trong truyền thông, nơi ô tô thường được ưu ái, như được kể bởi Peter Norton.
Trong thế kỷ 18 và 19, đi bộ (pedestrianism) là một môn thể thao được quan tâm rộng rãi, tương tự như cưỡi ngựa (equestrianism) vẫn còn phổ biến ở nhiều nơi như Vương quốc Anh và Hoa Kỳ. Một trong những người đi bộ nổi tiếng nhất trong thời kỳ này là Đại úy Robert Barclay Allardice, còn được gọi là "Người đi bộ nổi tiếng" từ Stonehaven, Scotland. Chiến công đáng chú ý nhất của ông là đi bộ 1 dặm (khoảng 1,6 km) mỗi giờ trong 1000 giờ, từ ngày 1 tháng 6 đến ngày 12 tháng 7 năm 1809. Chiến công này đã thu hút sự tưởng tượng của rất nhiều người, và khoảng 10.000 người đã đến xem trong suốt sự kiện. Trong suốt thế kỷ 19, nhiều người đã cố gắng lặp lại thành công này, bao gồm cả Ada Anderson, người đã nâng cao thành công và đi bộ một nửa dặm (800 m) mỗi 15 phút trong suốt 1.000 giờ.
Từ thế kỷ 20 trở đi, sự quan tâm đến đi bộ như một môn thể thao đã giảm đi. Mặc dù đi bộ vẫn là một môn thể thao Olympic với tên gọi "Racewalking", nhưng không còn thu hút sự chú ý như trước. Tuy nhiên, vẫn có những chiến công đi bộ đáng chú ý, như cuộc đi bộ từ Land's End đến John o' Groats ở Vương quốc Anh và hành trình đi bộ từ bờ biển này sang bờ biển kia của Bắc Mỹ. Người đầu tiên đi bộ vòng quanh thế giới là Dave Kunst, người bắt đầu hành trình từ Waseca, Minnesota vào ngày 20 tháng 6 năm 1970 và hoàn thành vào ngày 5 tháng 10 năm 1974, khi ông quay trở lại thị trấn từ phía tây. Những chiến công này thường liên quan đến việc gây quỹ từ thiện và được thực hiện bởi những người nổi tiếng như Sir Jimmy Savile và Ian Botham cũng như những người khác.

## Tại Việt Nam
Người đi bộ là một trong những đối tượng tham gia giao thông theo quy định của Luật giao thông đường bộ 2008.
Do đó, khi tham gia giao thông người đi bộ bắt buộc phải chấp hành các quy tắc giao thông như:
- Không được đi bộ hoặc dẫn theo súc vật đi dưới lòng đường, phần đường xe chạy, phải đi trên vỉa hè hoặc sát mép đường nếu tuyến đường đó không có vỉa hè.
- Luôn phải đi về phía bên phải, không đi bên trái của hướng đường đi.
- Giống như những đối tượng tham gia giao thông khác, người đi bộ cũng phải chấp hành hiệu lệnh, chỉ dẫn của biển báo giao thông, đèn tín hiệu giao thông, vạch kẻ đường.
- Không được leo trèo để băng qua dải phân cách, đu bám vào phương tiện khác đang tham gia giao thông, hoặc vác các đồ vật quá khổ gây cản trở người tham gia giao thông khác.

Tùy từng trường hợp, nếu người đi bộ không tuân thủ các quy tắc trên có thể bị xử phạt hành chính từ 60.000 đồng đến 200.000 đồng tùy từng hành vi. Ngoài ra, nếu không chấp hành các quy tắc tham gia giao thông mà gây tai nạn giao thông, người đi bộ còn có thể bị truy cứu trách nhiệm hình sự về tội vi phạm quy định khi tham gia giao thông đường bộ theo quy định tại Điều 260 Bộ luật hình sự.